# Joseph Barss
Joseph Barss (21 de febrero de 1776 – 3 de agosto de 1824) fue un capitán de barco de la goleta Liverpool Packet y fue además uno de los corsarios más exitosos en la costa atlántica de América del Norte durante la Guerra anglo-estadounidense de 1812 .

## Biografía
Nació el 21 de febrero de 1776 en Liverpool, Nueva Escocia, hijo del capitán de barco Joseph Barss Sr. y Elizabeth Crowell. Los padres de Barss se habían casado en 1773. Fueron una de las primeras familias en establecerse en Liverpool, Nueva Escocia. Barss fue el segundo de catorce hijos. En 1798, la familia Barss construyó una de las casas más grandes de Liverpool. La casa sigue en pie hoy y es parte de Lane's Privateer Inn.

### Corsario
Barss ganó experiencia como corsario contra los franceses en la década de 1790, sirviendo en varios barcos corsarios, como oficial en el barco Charles Mary Wentworth y al mando de la goleta corsaria Lord Spencer. La goleta se hundió después de chocar contra un arrecife en las Indias Occidentales, pero Barss y toda su tripulación sobrevivieron para ser rescatados por otros barcos corsarios de Nueva Escocia. Barss se desempeñó brevemente como comandante del bergantín Rover, un destacado barco corsario de Liverpool, Nueva Escocia, famoso por sus viajes comandados por Alexander Godfrey, otro corsario colonial de Nueva Escocia.

### Guerra de 1812
En 1812, Barss tomó el mando del Liverpool Packet, un barco de esclavos capturado originalmente llamado Severn y, a veces, apodado Black Joke. En un año, había capturado al menos 33 barcos estadounidenses. Era conocido por su excelente uso de la inteligencia en el movimiento de barcos estadounidenses, debido en gran parte a su hermano, John Barss . También era conocido por su trato justo a los prisioneros.
En 1813, tras la persecución de la goleta Thomas de Portsmouth, New Hampshire, que terminó en una breve batalla, Barss entregó el Packet . Esta derrota no avergonzó a Barss, ya que el Thomas era más del doble del tamaño del Packet, no solo en tonelaje bruto (143 toneladas frente a 67 toneladas), sino también en potencia de fuego (12 cañones frente a 5) y tripulación (80 frente a 5). Después de varios meses de duro encarcelamiento, Barss fue liberado, bajo libertad condicional siempre que no estuviera al mando de un barco corsario. Fue capturado brevemente por segunda vez durante la guerra al mando de un buque mercante.

## Vida personal
En 1804, se casó con Olivia DeWolf, la hija del juez Elisha DeWolf. Después de la Guerra de 1812, Barss se estableció cerca de Kentville, Nueva Escocia. Tuvo nueve hijos y vivió allí el resto de su vida.

## Muerte

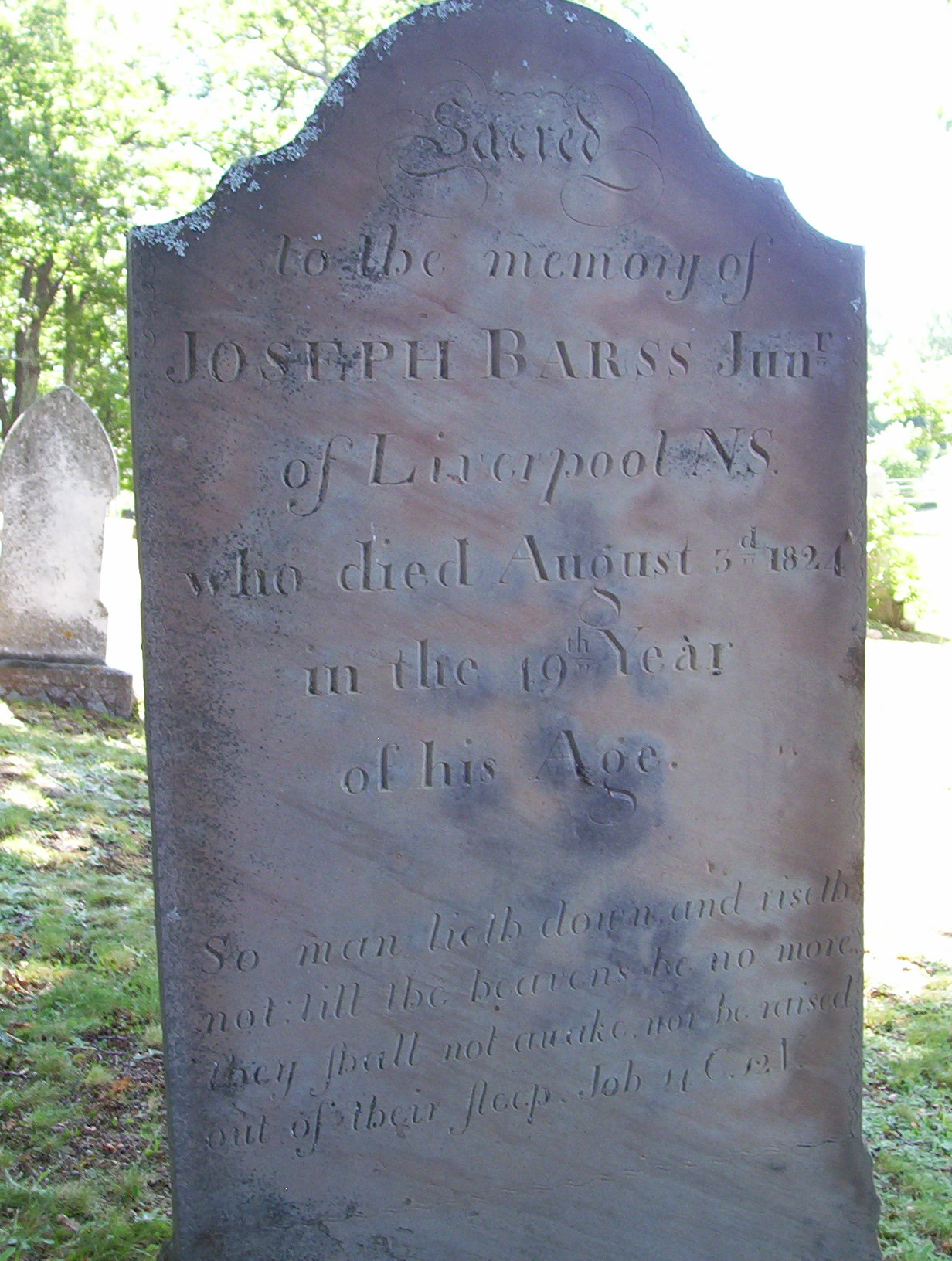
Lápida de Joeseph Barss en el cementerio de Oak Grove en Kentville, Nueva Escocia.

Barss murió el 3 de agosto de 1824 cerca de Kentville, Nueva Escocia. Barss está enterrado en el cementerio de Oak Grove en Kentville.

## Cultura Popular
La canción de Stan Rogers, "Barrett's Privateers ", puede haberse inspirado en las hazañas de Barss, aunque el barco descrito en la canción popular se parecía poco a las líneas elegantes y rápidas del Liverpool Packet y el inepto Capitán Barrett no se parece en nada. al hábil y exitoso Joseph Barss.